# Bill Hosket
Wilmer Frederick « Bill » Hosket, né le 20 décembre 1946 à Dayton, en Ohio, est un ancien joueur américain de basket-ball. Il évolue aux postes d'ailier fort et de pivot.

## Palmarès
- Champion olympique 1968
- Champion NBA 1970